# Любов и наказание
Любов и наказание (на турски: Aşk ve Ceza) e турски драматичен сериал, излязъл на телевизионния екран през 2010 г.

## Излъчване
| Сезон | Сезон | Епизоди | Начало на сезона | Край на сезона | Всички епизоди | ТВ сезон    | ТВ канал |
| ----- | ----- | ------- | ---------------- | -------------- | -------------- | ----------- | -------- |
|       | 1     | 23      | 5 януари 2010    | 8 юни 2010     | 1 – 23         | 2010        | ATV      |
|       | 2     | 42      | 6 септември 2010 | 27 юни 2011    | 24 – 62        | 2010 – 2011 | ATV      |

## Сюжет
Ясемин работи в рекламна агенция. Седмица преди сватбата си, която очаква с голямо вълнение и нетърпение тя заварва любимия си в прегръдките на най-добрата си приятелка Мюжде. Когато Ясемин е била дете по-голямата ѝ сестра умира при аборт след нежелана бременност. В резултат на тази случка която кара семейството ѝ да преживее мъката и унижението заедно, Ясемин обещава на баща си, че няма да допусне извънбрачна връзка. Тя губи вяра в любовта и невинността след изневярата която преживява и търси бягство от действителност, която я наранява при майка си – тя е пенсионирана учителка, живее в Бодрум. Под властта на гнева и мъката си се отдава на първия срещнат мъж на име Саваш, след което изчезва, оставяйки след себе си само едно колие.

## Актьорски състав
- Нургюл Йешилчай - Ясемин
- Мурат Йълдъръм - Саваш Балдар
- Томрис Инджер - госпожа Шахнур Балдар
- Фериде Четин - Чичек Моран/Балдар
- Гьокче Янардаа - Назан Найдар Балдар/Ноян
- Керем Атабейоглу - Пала
- Дженк Ертан - Бора Ноян
- Еркан Бекташ - Явуз Моран
- Сеннур Ногайлар/Кая - Лейля Юстюн
- Налан Явуз - Фидан
- Синан Тузджу - Хакан
- Назан Кесал - Севги
- Халил Кумова - Ахмет ага
- Емрах Елчибога - Ешреф
- Зейнеп Бешерлер - Надя
- Октай Гюрсой - Джем
- Джанер Куртаран - Мехмет
- Йозлем Джонкер - Джейда
- Булут Саръкая/Дерин Саръкая - Йомер
- Мехмет Аслан - Хасип
- Несрин Йълмаз - Каймет (майка на Чичек)
- Невин Ефе - Сехер
- Бурак Серген - Бешир ага
- Уур Юджел - „Никой“
- Аху Яту - Пелин
- Халил Ибрахим Арас - Мустафа Балдар
- Алихан Араджъ - Халдун
- Тургай Танюлкю - Джемал
- Ъшъл Дайоулу - Ситаре
- Белит Юзукан - Мюжде
- Пънар Тйоре - Азра
- Гамзе Топуз - Дерия
- Енис Аръкан - Алпай
- Едже Хаким - Лара
- Ефе Елван - Баран
- Егемен Явуз - Исмаил
- Мелтем Памиртан - Ендам
- Сезги Денис - Суна
- Танер Барлас - Хасип ага
- Али Ийгит - Кемал Балдар
- Емир Бозкърт - Музо
- Нилай Олджай - Нилай

## В България
В България сериалът започва излъчване на 19 септември 2011 г. по Диема Фемили и завършва на 15 октомври 2012 г. Това е първият премиерен турски сериал, излъчен по дамския канал на Нова Броудкастинг Груп. На 26 април 2013 г. започва повторно излъчване по Нова телевизия и завършва на 28 октомври. Дублажът е на Арс Диджитал Студио и ролите се озвучават от Ася Мавродиева, Яна Димитрова, Радослава Ангелова, Йордан Гергов.